# Augustinus Balthasar

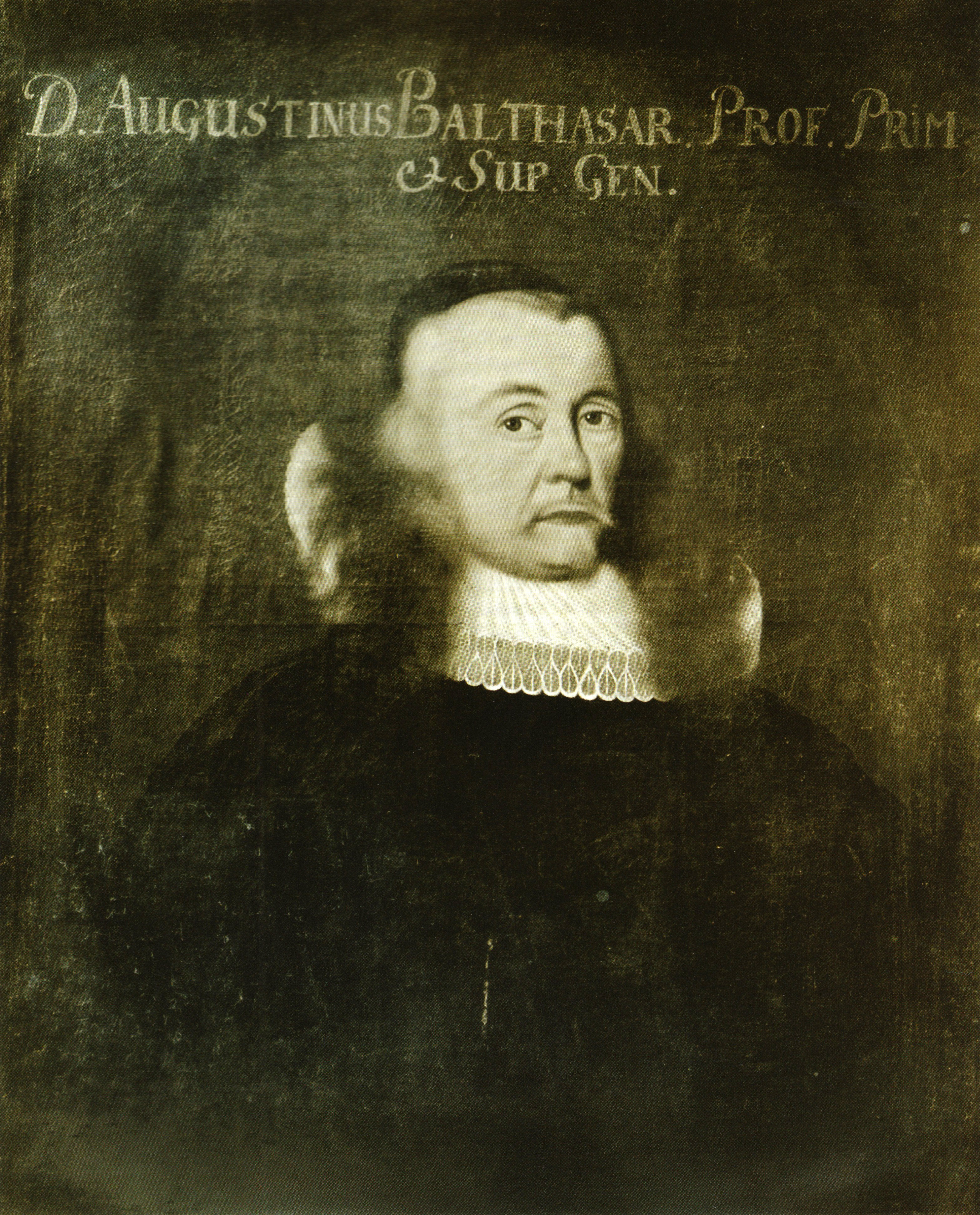
Augustinus Balthasar

Augustinus Balthasar, auch Balthasarus (* 23. September 1632 in Anklam; † 26. November 1688 in Greifswald) war ein deutscher evangelischer Theologe und Generalsuperintendent von Schwedisch-Pommern.

## Leben
Augustin war der Sohn des Anklamer Pfarrers und Propstes Jakob Balthasar (1594–1670) und seiner Ehefrau Gertrud, geb. Burmeister (1598–1663). Er studierte in Greifswald erst Philosophie, dann Theologie und ging nach Wittenberg, wo er auch 1656 zum Doktor der Theologie promovierte. Nach dem Abschluss seiner Studien kehrte er in seine pommersche Heimat zurück, wo er eine außerordentliche Berufung für Logik und Metaphysik erhielt.
1659 wurde er als Diakon an die Nikolaikirche in Stralsund berufen. 1664 wurde er Pastor an der Stralsunder Jakobikirche. Hier wurden ihm lukrative Angebote zum Wechsel nach Schweden an den Königshof unterbreitet, die er jedoch ausschlug. 1680 wurde er Generalsuperintendent von Vorpommern und Rügen, was mit der Professur für Theologie an der Universität Greifswald verbunden war. In dieser Funktion reiste er mit einer pommerschen Delegation nach Schweden, um dortige Verhandlungen zum Ziel zu führen. Außer Predigten schrieb er eine große Anzahl von Dissertationen.
Wegen eines Kirchengedichts, das er im Auftrag der schwedischen Regierung herausgab, warfen ihm die Stettiner Prediger Rango, Cramer und Fabricius die Verbreitung von Irrlehren vor. Es folgten jahrelange Verhandlungen vor der Regierung und dem Obertribunal Wismar, die erst mit dem Tod Balthasars 1688 ein Ende fanden.
Er war in erster Ehe mit der Greifswalder Ratsherrentochter Emerentia Erich († 1671), in zweiter Ehe mit Anna Hagemeister (1648–1700), einer Enkelin des Stralsunder Bürgermeisters Heinrich Hagemeister, verheiratet.